# Námořní hlídkové letadlo

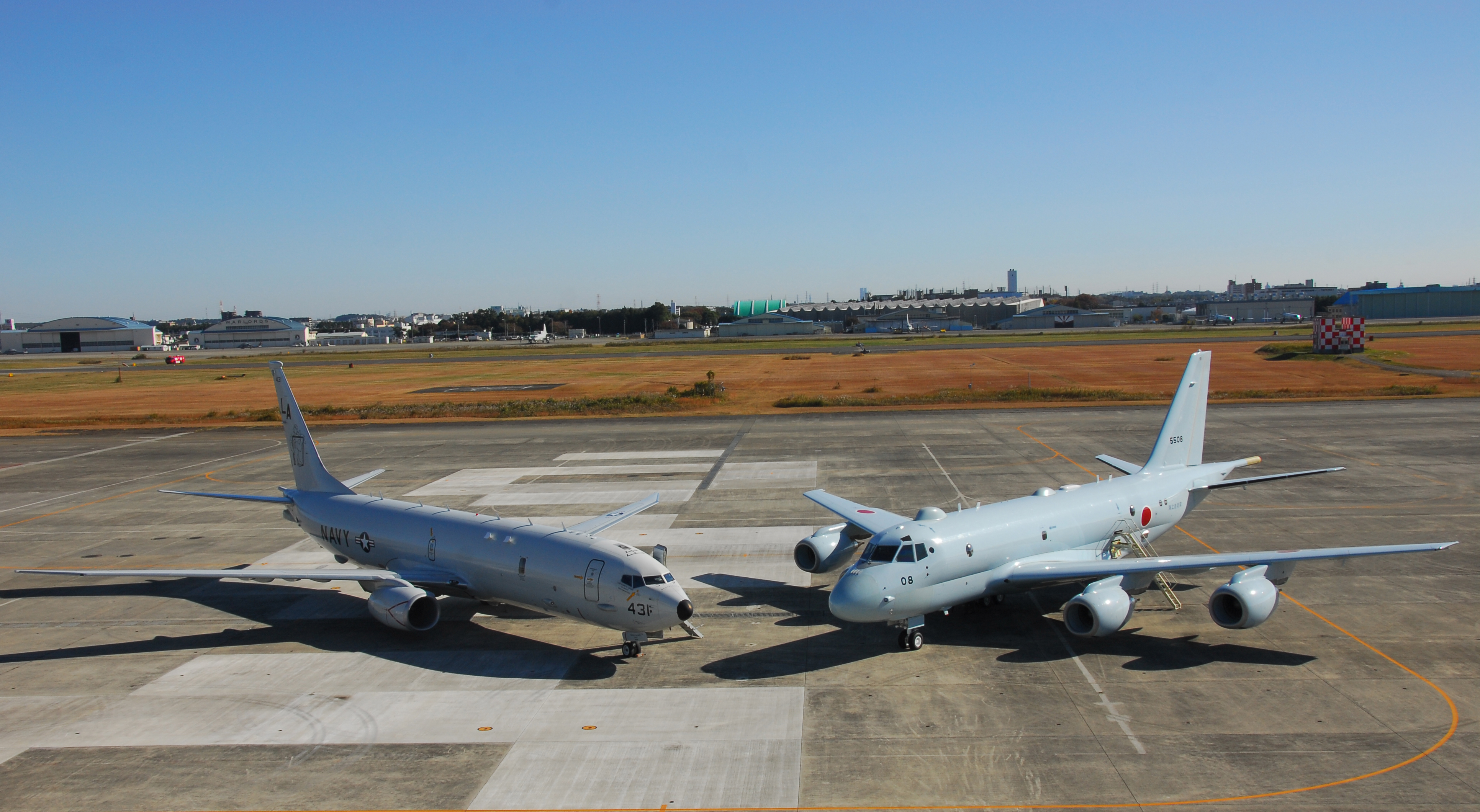
Boeing P-8 Poseidon a Kawasaki P-1, dva současné námořní hlídkové stroje.

Námořní hlídkové letadlo, někdy také známé jako námořní průzkumné letadlo anebo námořní hlídkový bombardér je druh ozbrojeného průzkumného letadla určeného, konstruovaného a vybaveného k provádění hlídkové činnosti nad mořskými plochami, zejména pro pátraní po nepřátelských plavidlech, ať již hladinových lodích či ponorkách s cílem v případě nalezení je buď samo zničit anebo dále sledovat a navést na ně další bojové síly ať již letecké nebo námořní.
V roli námořního hlídkového stroje byly v počátcích námořního letectva často užívány plovákové letouny a létající čluny a pro delší hlídkové lety vzducholodě, ale v době druhé světové války byly často užívány upravené dopravní letouny či strategické bombardéry, vzhledem k jejich doletu a nosnosti, a po jejím skončení většina nově zavedených typů byla založena na vývoji z dálkových dopravních letadel, vzhledem k tomu, že u tohoto typu stroje dolet a vytrvalost představují důležitější parametr než rychlost.
Specifickou subkategorií jsou protiponorkové vrtulníky, operující z palub válečných lodí.

## Výzbroj
Námořní hlídková letadla většinou nesou různé kombinace specializované výzbroje, například hlubinné pumy a torpéda či protilodní řízené střely, případně i kulomety anebo automatické kanóny a bomby, někdy je jejich sekundární rolí také kladení námořních min; a zejména jsou vybaveny různými typy senzorů umožňujících jim detekci plavidel nepřítele.

## Užívané typy senzorů
- Vizuální pozorování posádkou stroje je nejstarším způsobem námořního průzkumu, někdy je prováděno za pomoci světlometu, například tzv. Leighova světla užívaného v době druhé světové války, nebo světlic. V souvislosti s rozvojem radiolektronických systémů průzkumu je jeho role nyní již jen pomocná.
- Radar slouží k vyhledávání cílů na mořské hladině.
- Detektor magnetických anomálií je užíván k odhalení ponorek pod mořskou hladinou, jejichž kovové trupy ovlivňují magnetické pole Země.
- Sonarová bóje je typem bóje vybavené sonarem, která po shození do moře předává rádiovými signály informace jím získané mateřskému letadlu.
- Infačervené senzory detekují zdroje tepla.
- Prostředky radioelektronického průzkumu monitorují a detekují vysílání radiostanic a dalších zdrojů vyzařování elektromagnetických vln.